# James Cowles Prichard

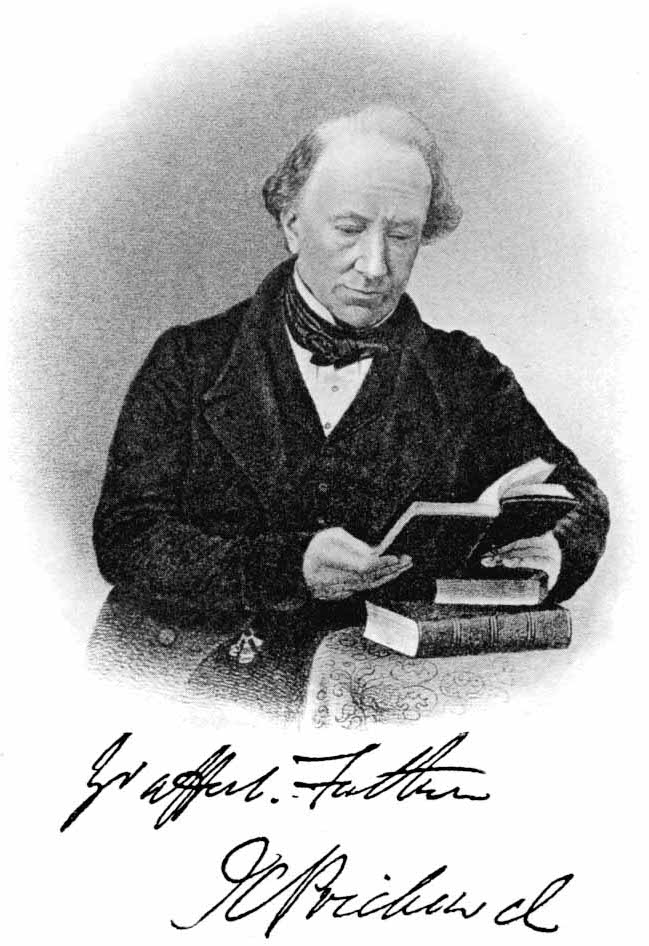
James Cowles Prichard

James Cowles Prichard (ur. 11 lutego 1786, zm. 23 grudnia 1848) – brytyjski lekarz, antropolog i filolog, zajmujący się genezą i charakterystyką ras ludzkich. 

## Życiorys
Urodził się w Ross-on-Wye w Herefordshire. Studiował medycynę w Edynburgu, a następnie (po wymaganej w takim wypadku zmianie wyznania z wyznania kwakierskiego na anglikanizm) również w Cambridge i Oxfordzie. Prowadził praktykę lekarską w Bristolu, jednocześnie publikując liczne prace na temat ras człowieka, co było głównym przedmiotem zainteresowania ówczesnej antropologii. W 1945 przeniósł się do Londynu, gdzie został wybrany prezydentem Towarzystwa Etnologicznego. Pozostał na stanowisku aż do śmierci w 1848.
W 1813 roku Prichard opublikował Researches into the Physical History of Man, w której przeniósł opartą na Biblii, teologiczną koncepcję monogenizmu na grunt antropologii. Zgodnie z nią ludzkość wywodzi się od wspólnych przodków (podobnie jak biblijni Adam i Ewa), a różnice między nimi (w szczególności różnice rasowe) można wytłumaczyć różnicami środowiskowymi oraz trybem życia. Koncepcję rozwijał następnie w The Natural History of Man. Różnice rasowe tłumaczył w niej procesami ewolucji i degeneracji, a zasadnicze znaczenie przypisywane jest tutaj trybowi życia danego ludu; społeczności ludzkie rozwijają się ewolucyjnie i każdemu szczeblowi można przypisać odpowiedni tryb życia, a także odpowiadające mu typy rasowe. Są to etapy łowiecko-zbieracki, nomadyczny i rolniczy. Dzięki zmianie trybu życia, rasy mogą osiągnąć wyższy stopień cywilizacyjny i moralny.
Z twierdzeniami Pricharda dyskutowali zwolennicy poligenizmu (m.in. William Edwards), którzy tłumaczyli różnorodność ras ludzkich pochodzeniem od różnych przodków.

## Publikacje
- Researches into the Physical History of Man (1813)
- Analysis of Egyptian mythology (1819)
- A review of the doctrine of a vital principle (1829)
- On the treatment of hemiplegia (1831)
- On the extinction of some varieties of the human race (1839)
- The Natural History of Man (1843)